# Гранит (Орегон)
Гранит (англ. Granite) — город в США, в округе Грант штата Орегон. Население — 32 человека (2020).

## География
Гранит расположен по координатам 44°48′37″ с. ш. 118°25′09″ з. д. (44.810265, -118.419242). По данным Бюро переписи населения США в 2010 году город имел площадь 0,98 км², из которых 0,96 км² — суша и 0,01 км² — водоёмы.

## Демография
| Год переписи                          | Нас. |  | %±     |
| ------------------------------------- | ---- |  | ------ |
| 1870                                  | 448  |  | —      |
| 1880                                  | 200  |  | −55,4% |
| 1890                                  | 249  |  | 24,5%  |
| 1900                                  | 245  |  | −1,6%  |
| 1910                                  | 89   |  | −63,7% |
| 1920                                  | 55   |  | −38,2% |
| 1930                                  | 45   |  | −18,2% |
| 1940                                  | 86   |  | 91,1%  |
| 1950                                  | 40   |  | −53,5% |
| 1960                                  | 3    |  | −92,5% |
| 1970                                  | 4    |  | 33,3%  |
| 1980                                  | 17   |  | 325%   |
| 1990                                  | 8    |  | −52,9% |
| 2000                                  | 24   |  | 200%   |
| 2010                                  | 38   |  | 58,3%  |
| 2020                                  | 32   |  | −15,8% |
| 1870–2020 Десятилетняя перепись в США |      |  |        |

Согласно переписи 2010 года, в городе проживало 38 человек в 22 домохозяйствах в составе 13 семей. Плотность населения составляла 39 человек/км². Было 88 квартир (90/км²).
Расовый состав населения:
| - 94,7 % — белых - 5,3 % — коренных американцев |

К двум или более расам принадлежало 0,0 %. Доля испаноязычных составила 5,3 % всего населения.
По возрастному диапазону население распределялось следующим образом: 2,6 % — лица младше 18 лет, 52,7 % — лица в возрасте 18-64 лет, 44,7 % — лица в возрасте 65 лет и старше. Медиана возраста жителя составила 63,3 года. На 100 человек женского пола в городе приходилось 137,5 мужчин; на 100 женщин в возрасте от 18 лет и старше — 131,2 мужчин также старше 18 лет.
Гражданское трудоустроенное население составляло 0 человек.